# Peter Brezovan
Peter Brezovan (Bratislava, 9 dicembre 1979) è un ex calciatore slovacco, di ruolo portiere.